# 拉仁关乡
拉仁关乡，是中华人民共和国甘肃省甘南藏族自治州碌曲县下辖的一个乡镇级行政单位。

## 行政区划
拉仁关乡下辖以下地区：
唐科村、则岔村和玛日村。